# Susanne (film, 1960)
Susanne är en svensk film från 1960.

## Om filmen
Den blev väldigt omtalad när den kom, på grund av sina realistiska bilder från en trafikolycka, och inspelningen av en äkta operation.[källa behövs]

## Rollista (i urval)
- Susanne Ulfsäter - Susanne (röst: Catrin Westerlund)
- Arnold Stackelberg - Olle, Susannes fästman (röst: Björn Bjelfvenstam)
- Rosalie Börjesson - Bibbi, Susannes kamrat (röst: Kristina Adolphson)
- Philip Haglund - advokat Dahlman, Susannes far (röst: Torsten Lilliecrona)
- Magda Michaelsson – fru Dahlman, Susannes mor
- Håkan Thuresson – Jan, Olles kamrat
- Eric Bäärnhielm – doktor Larsson
- Ellika Mann – röst
- Bengt Blomgren – röst

## Produktion
Filmen spelades in med amatörskådespelare utan ljud med målsättningen att spela in ljudet och alla repliker i efterhand. Däremot framkom det att replikerna inte antecknats vilket medförde att man först var tvungen att transkribera ett ungefärligt manus baserat på skådespelarnas läpprörelser. Detta arbete föll på Martin Söderhjelm som tillsammans med skådespelarna försökte minnas och räkna ut vilket repliker som sades i filmen.

## DVD
Filmen gavs ut på DVD 2010.